# Cofiloisirs
 (janvier 2017).
Si vous disposez d'ouvrages ou d'articles de référence ou si vous connaissez des sites web de qualité traitant du thème abordé ici, merci de compléter l'article en donnant les références utiles à sa vérifiabilité et en les liant à la section « Notes et références ».
Cofiloisirs est un établissement de crédit spécialisé dans les projets cinématographiques et audiovisuels créé en 1973. L'établissement finance aussi bien des projets de développement, de préparation que de production, tant en France qu'à travers le monde (Belgique, Luxembourg, Allemagne, Royaume-Uni, Irlande, Italie, États-Unis, Australie, Canada...)
Sur le marché du crédit pour les productions cinématographiques et audiovisuelles, le principal concurrent de Cofiloisirs est Coficiné (branche cinéma de la banque Natixis). Depuis quelques années, de nouveaux acteurs, notamment bancaires, émergent sur ce secteur.
Cofiloisirs a été un temps co-détenu par BNP Paribas, Neuflize OBC et de manière résiduelle, par le groupe UGC.
Début 2022, BNP Paribas devient actionnaire à 100%.
Chaque année, Cofiloisirs attribue environ 500 millions d'euros répartis sur une centaine d'œuvres.

## Rôle et intérêt
L'intervention d'acteurs comme Cofiloisirs lors du développement ou de la production d'un ou plusieurs projets cinématographiques et/ou audiovisuels est capitale.
Le financement via le crédit peut avoir deux intérêts majeurs :
- Le premier, et souvent le plus courant, est l'obtention d'une trésorerie de manière plus rapide pour les sociétés de production. En effet, il peut arriver qu'un plan de financement de film soit validé, mais que le déblocage des fonds ne corresponde pas au moment où ils ont besoin d'être utilisé. Ainsi, Cofiloisirs accorde un crédit en échange d'une cession de créance (une subvention de région, une avance sur recette du CNC, un minimum garanti d'un distributeur...)[3].
- Dans certains cas où le financement d'une œuvre n'est pas bouclé, ou lorsqu'il s'agit d'un projet en développement qui n'a pas de réel plan de financement, Cofiloisirs agit en tant qu'apporteur de fonds qui devront être remboursé plus tard, selon des modalités précises. Dans ce cas, il ne s'agit pas d'un relais de créance, mais d'un crédit plus classique. Les garanties à prendre sont, à ce moment, plus importante du fait du caractère plus risqué de l'opération.

## Filiales
Cofiloisirs dispose d'une filiale, Cinécapital (ex-Sogesofica), grâce à laquelle elle gère plusieurs Soficas, et offre aux entreprises du secteur cinématographique et audiovisuel différents services financiers tels que conseil en fusions-acquisitions (évaluation, cession de catalogues ou de sociétés, conseil stratégique) ou gestion de « collection accounts ».

## Films et œuvres financés par Cofiloisirs
- The Wife de Bjorn Rünje (avec Glenn Close, Golden Globe de la meilleure actrice, 2017)
- Cold War de Pawel Pawlikowski (Oscar du meilleur réalisateur, Oscar du meilleur film en langue étrangère, 2018)
- Synonymes de Nadav Lapid (Ours d'Or du meilleur film, 2019)
- Golden Glove de Fatih Aki (en compétition au Festival International du Film de Berlin, 2019)
- Le Jeune Ahmed de Jean-Pierre et Luc Dardenne (Prix de la mise en scène, Cannes 2019)
- Parasite de Bong Joon-Ho (Palme d'Or 2019)